# CCleaner
CCleaner è un freeware che permette l'ottimizzazione delle prestazioni, la protezione della privacy e la pulizia dei registri di sistema e altre tracce d'uso per il sistema Windows sia a 32 sia a 64 bit a partire dalla versione XP. È sviluppato da Piriform, ed è un software molto noto e diffuso, che ha ottenuto anche vari riconoscimenti. Il programma è distribuito con un'interfaccia in moltissime lingue e continua a essere tradotto in altre.

## Caratteristiche
Il programma combina uno strumento di pulizia del sistema per eliminare i file temporanei e quelli inutilizzati a uno strumento di pulizia e riordino del registro di sistema.
Dispone inoltre di diverse utility tra cui:
- la possibilità di disinstallare e rinominare i programmi installati nel sistema;
- la gestione dei programmi che vengono eseguiti all'avvio;
- la gestione dei punti di ripristino del sistema e la distruzione sicura di contenuti sui drive;
- un potente strumento per risolvere problemi riscontrati con estensioni, riferimenti e collegamenti mancanti;
- una sezione chiamata Registro dove possono essere trovati e riparati problemi che vengono rilevati nell'integrità registro del sistema.

Il programma consente di creare un backup del registro di sistema prima di procedere all'eliminazione.
Le versioni distribuite sono compatibili con tutte le versioni di Windows, da Windows 2000 a Windows 10. È disponibile anche per Android e MacOS.

## Manomissioni del software
Nel 2017, il software ha subito una manomissione da parte di cyber-criminali che hanno inserito nella versione ufficiale 5.33 (nella distribuzione per utenti Windows a 32 bit) del codice malware, un problema che ha afflitto 2,72 milioni di copie distribuite tra il 15 agosto e il 12 settembre 2017: il codice si installava insieme con l'applicativo ufficiale, inserendo nel software del computer destinatario una backdoor che permetteva l'accesso remoto ai computer infettati.

## Browser
Dal 2019 CCleaner viene fornito anche con l'omonimo browser, basato su Chromium ma closed source, scaricabile anche separatamente.